# Frédéric Domon
Pour les articles homonymes, voir Domon.
Frédéric Domon (né le 5 juillet 1962 à Versailles) est un ancien joueur de basket-ball français. Il jouait au poste d'intérieur et mesure 2,03 m. 
Il entraînait le club de Amiens Sporting Club Basket-Ball, qui évolue en NM3 avant la descente en pré-nationale.

## Biographie
Frédéric Domon est un ancien joueur professionnel de basket-ball où il a évolué: 
au Sluc Nancy (1980 / 1991) N 2 puis pro B 
à Pau-Orthez (1991/1993) pro A 
A Olympique Antibes juan-les-pins 1993 / 1997 pro A
et la jeune garde de Tourcoing 1997/1999 N 1 
Il est maintenant retraité.
Il est entraîneur et directeur sportif de l'Amiens sporting club basket-Ball depuis 2005.
```
International militaire et international A
```

## Clubs
- 1980-1991 :  Nancy (Pro A)
- 1991-1993 :  Pau-Orthez (Pro A)
- 1993-1997 :  Antibes (Pro A)
- 1997-1998 :  Tourcoing (N1)
- 2000-2001 :  ASO Esquennoy-Breteuil  (N3)
- 2005-     :  Amiens SC (Pré National) Entraîneur

## Palmarès
- Champion de France 1992, 1995.

Tournois des As 1992, 1993
Demi-finaliste coupe Saporta 1995

## Sélection nationale
- 8e au Championnat d'Europe des Nations 1995
- 16 sélections, 4 points
- Première sélection le 2 juin 1995 à Villeurbanne contre la Lituanie
- Dernière sélection le 2 juillet 1995 à Athènes (Grèce) contre la Russie